# Chippewa (Pennsylvania)
Chippewa  è una township degli Stati Uniti d'America, nella contea di Beaver nello Stato della Pennsylvania. Secondo il censimento del 2000 la popolazione è di 7.021 abitanti.

## Società

### Evoluzione demografica
La composizione etnica vede una prevalenza della razza bianca (97,61%) seguita da quella afroamericana (0,93%), dati del 2000.
| township di Chippewa Popolazione |       |
| 2000                             | 7.021 |
| Stima al 2009                    | 7.233 |